# Вандана Шива
Вандана Шива (англ. Vandana Shiva) — індійська філософ, природозахисна активістка, екофеміністка, авторка понад 20 книг та понад 500 статей в провідних наукових і технічних журналах.
Навчалася філософії науки й здобула докторський ступінь в Університеті Західного Онтаріо, Канада, в 1978 році за докторську дисертацію з філософії фізики «Приховані змінні й локальності у квантовій теорії» (англ. Hidden variables and locality in quantum theory).
Шива входить до лідерського кола та правління Міжнародного форуму з глобалізації (разом з Джеррі Мандер, Едвард Голдсміт, Ральф Нейдер, Джеремі Ріфкін і ін.), є учасницею глобального руху солідарності, відомого як альтерглобалізм. Виступає за доцільність багатьох видів традиційної практики, як це видно з її інтерв'ю в Ведичній екології (англ. Vedic Ecology) (видавництво Ranchor Prime), яка спирається на ведичну спадщину Індії. Член наукового комітету Фундації IDEAS.
Нагороджена премією «За правильний спосіб життя» в 1993 році.
Журнал Time визначив Шиву екологічною «героїнею» у 2003 році; Азійський тиждень назвав її однією з п'яти найпотужніших комунікаторів Азії.
Водночас численні науковці критикують Шиву за ведення пропаганди проти ГМО та псевдонаукові заяви щодо сільського господарства, молекулярної біології, захворювань тощо.
Вандана Шива проживає в Делі.

## Публікації
- 1981, Social Economic and Ecological Impact of Social Forestry in Kolar, Vandana Shiva, H.C. Sharatchandra, J. Banyopadhyay, Indian Institute of Management Bangalore
- 1988, Staying Alive: Women, Ecology and Survival in India, Zed Press, New Delhi, ISBN 0-86232-823-3
- 1991, Ecology and the Politics of Survival: Conflicts Over Natural Resources in India, Sage Publications, Thousand Oaks, California, ISBN 0-8039-9672-1
- 1992, The Violence of the Green Revolution: Ecological degradation and political conflict in Punjab, Zed Press, New Delhi
- 1992, Biodiversity: Social and Ecological Perspectives (editor); Zed Press, United Kingdom
- 1993, Women, Ecology and Health: Rebuilding Connections (editor), Dag Hammarskjöld Foundation and Kali for Women, New Delhi
- 1993, Monocultures of the Mind: Biodiversity, Biotechnology and Agriculture, Zed Press, New Delhi
- 1993, Ecofeminism, Maria Mies and Vandana Shiva, Fernwood Publications, Halifax, Nova Scotia, Canada, ISBN 1-895686-28-8
- 1994, Close to Home: Women Reconnect Ecology, Health and Development Worldwide, Earthscan, London, ISBN 0-86571-264-6
- 1995, Biopolitics (with Ingunn Moser), Zed Books, United Kingdom
- 1997, Biopiracy: the Plunder of Nature and Knowledge, South End Press, Cambridge Massachusetts, I ISBN 1-896357-11-3,
- 2000, Stolen Harvest: The Hijacking of the Global Food Supply, South End Press, Cambridge Massachusetts, ISBN 0-89608-608-9
- 2000, Tomorrow's Biodiversity, Thames and Hudson, London, ISBN 0-500-28239-0
- 2001, Patents, Myths and Reality, Penguin India
- 2002, Water Wars; Privatization, Pollution, and Profit, South End Press, Cambridge Massachusetts
- 2005, India Divided, Seven Stories Press,
- 2005, Globalization's New Wars: Seed, Water and Life Forms Women Unlimited, New Delhi, ISBN 81-88965-17-0
- 2005, Breakfast of Biodiversity: the Political Ecology of Rain Forest Destruction, ISBN 0-935028-96-X
- 2005, Earth Democracy; Justice, Sustainability, and Peace, South End Press, ISBN 0-89608-745-X
- 2007, Manifestos on the Future of Food and Seed, editor, South End Press ISBN 978-0-89608-777-4
- 2007, Democratizing Biology: Reinventing Biology from a Feminist, Ecological and Third World Perspective, author, Paradigm Publishers ISBN 978-1-59451-204-9
- 2008, Soil Not Oil, South End Press ISBN 978-0-89608-782-8
- 2010, Staying Alive, South End Press ISBN 978-0-89608-793-4

## Видання
- V. Shiva, переклад Igor Grbić. Biopiratstvo: krađa prirode i znanja. — DAF, 2006. — 150 с. — ISBN 9536956063, 9789536956067. (чес.)